# Гамільтони

Гребінь клану Гамільтон.

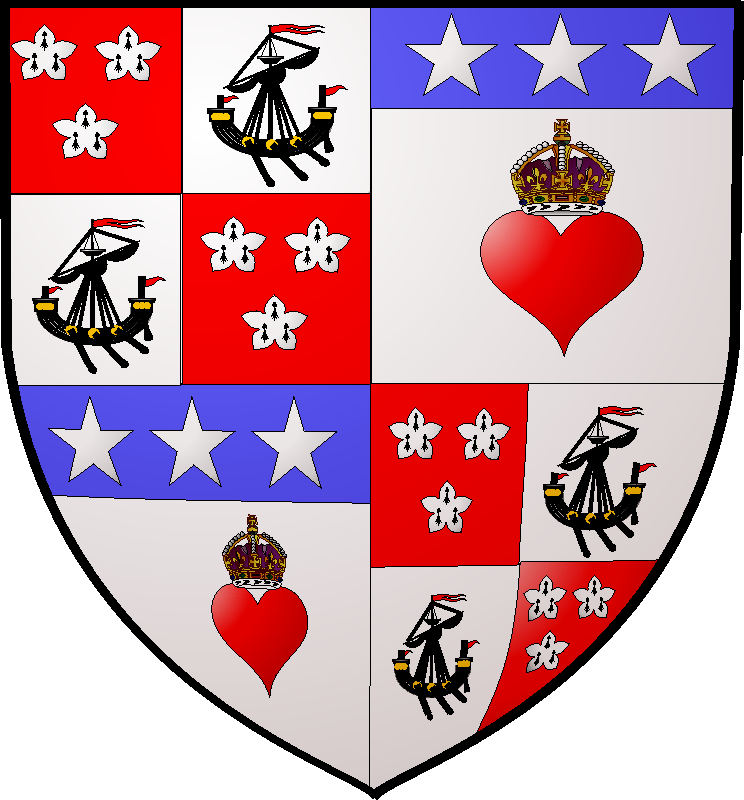
Герб нинішнього вождя клану — XVI герцога Гамільтон.

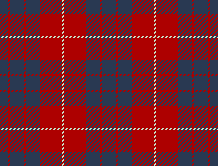
Тартан клану Гамільтон.

Герб вождів клану Гамільтон.

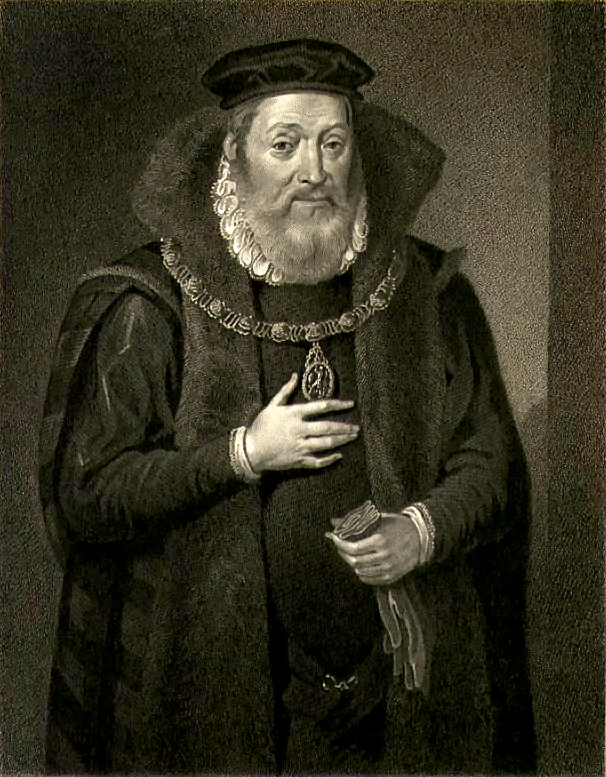
Джеймс Гамільтон — ІІ граф Арран, герцог де Шательро.

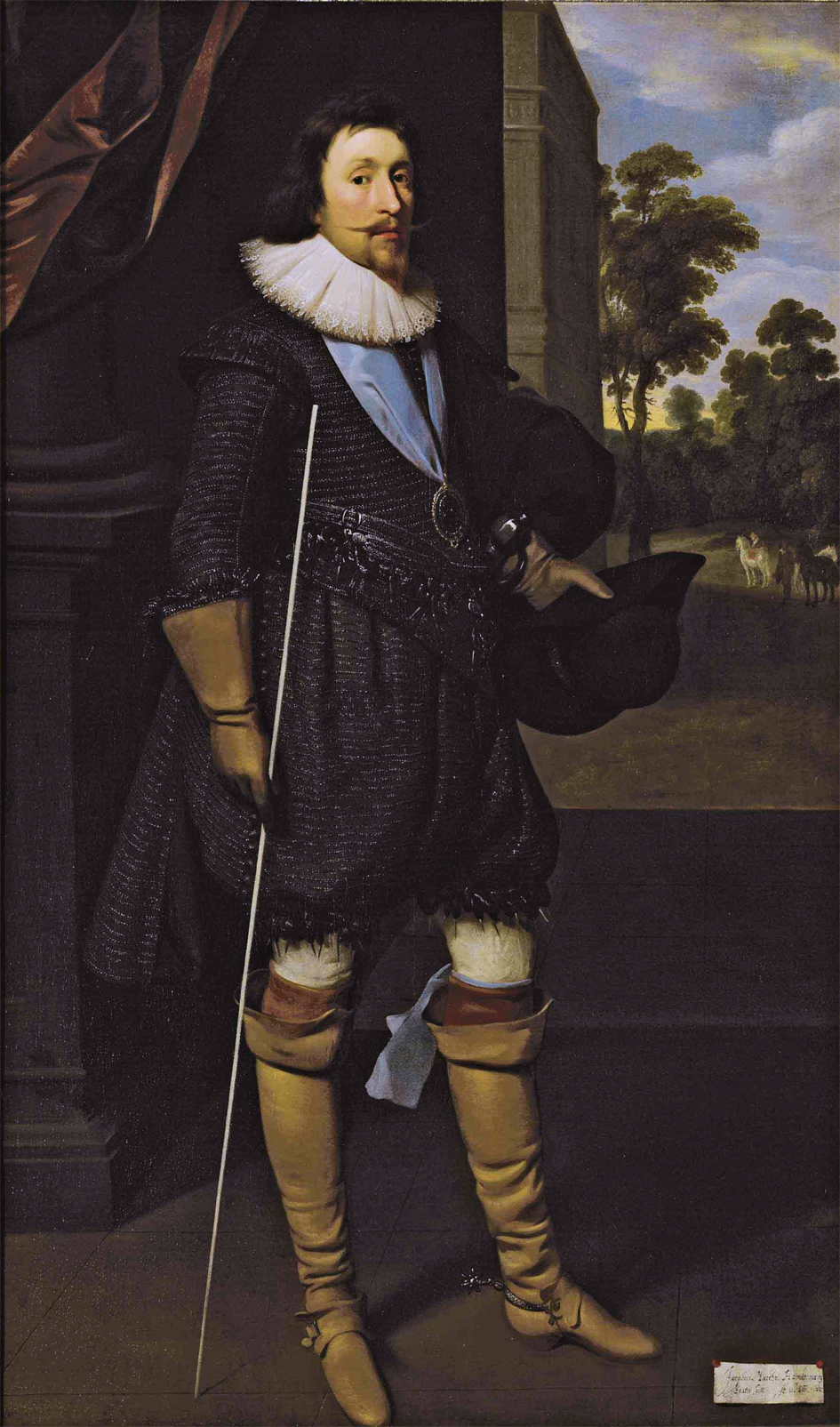
Джеймс Гамільтон — IV граф Арран, І маркіз Гамільтон.

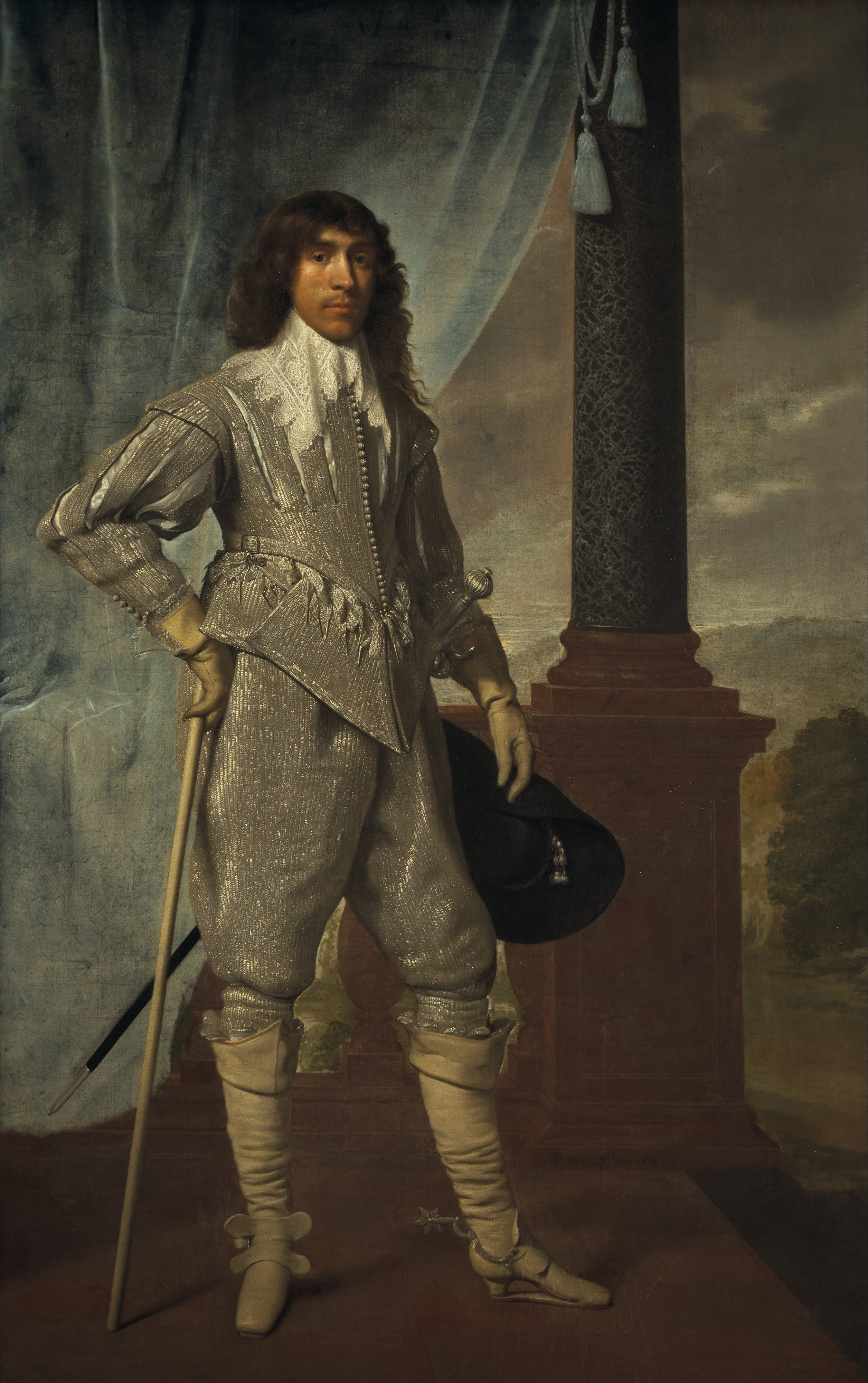
Джеймс Гамільтон — І герцог Гамільтон.

Клан Гамільтон (англ. Hamilton) — шотландський рівнинний клан, один з найважливіших кланів південної Шотландії. Володів землями зокрема й у гірській частині Шотландії — Гайленді. Вождь клану Гамільтон досі є Першим герцогом Шотландії і хранителем королівського палацу Холіруд. Одна з гілок клану Гамільтон живе в Ірландії, в Ольстері, в графстві Даун. Ця гілка клану досі володіє замком Кіллілі.
Гасло клану: Завдяки

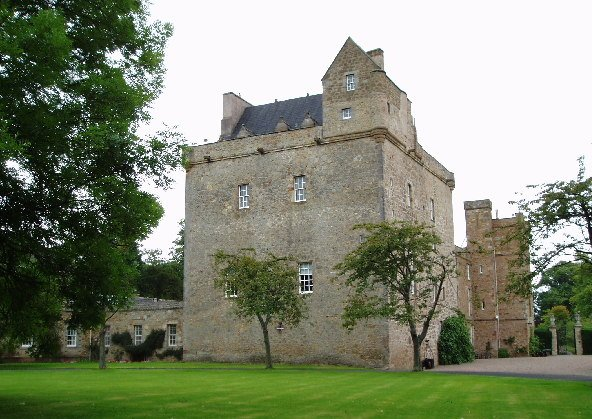
Замок Ленокслав — одна з резиденцій Гамільтонів.

Вождь клану: Олександр Дуглас-Гамільтон, XVI герцог Гамільтон, ХІІІ герцог Брандон.
Символ клану: гілка лавру
Землі клану: Арран , Ренфушир
Резиденція вождя клану: Замок Леннокслав-Хаус (шотл. — Lennoxlove House)
Історична резиденція вождя клану: Замок Гамільтон-Палас (шотл. — Hamilton Palace)
Союзні клани: Дуглас

## Походження
Клан Гамільтон вважався одним з найбільш шляхетних кланів Шотландії, деякий час вони навіть претендували на шотландський трон. Нинішній вождь клану — герцог, прем'єр-міністр Шотландії, спадкоємець клану Дуглас, спадковий охоронець королівського палацу Холіруд.
Вожді клану Гамільтон походять від Волтера Фіц-Гілберта Гамблдона, що вперше згадується в грамотах дарованих монастирю Пейслі у 1294 році. Його землі, судячи по всьому, спочатку були в Ренфруширі, проте внаслідок того, що він активно підтримав Роберта Брюса — майбутнього короля Шотландії,той нагородив Волтера Фіц-Гілберта Гамблдона землями в Ланаркширі та Лотіані. Ці землі були включені у володіння Кадзоу (шотл. — Cadzow), де пізніше виникло місто Гамільтон у Південному Ланаркширі.
Згідно історичної легенди вожді клану Гамільтон походять з роду Бомон, одна з гілок якого володіла маєтком Гамільтон в Лестерширі. І що герб вождів клану Гамільтон походить від герба вождів клану Бомон. Є версія, що клан походить від роду Амфравілл (шотл. — Umfravilles) Нортумберленду, і один з аристократів Амфравілл з Нортумберленду отримав у володіння землі Гемілтон. Можливо, Симон де Монфор (норм. — Simon de Montfort) — великий граф Лестер, в жилах якого текла кров роду Бомон, успадкував володіння Гілберта де Амфравілл — ІІ графа Ангуса у 1245 році. Можливо, цей Гілберт споріднений з родом Бомон, можливо справжнім предком Гамільтонів є Волтер Фітц-Гілберт. Вперше він фігурує в історичних документах у 1294—1295 роках в грамотах Джеймса — верховного стюарта Шотландії наданих монастирю Пейслі. У 1296 році в «Рагман Роллс» він фігурує як Волтер Фітц-Гілберт Гамелдон. Але загалом, хто цей Гілберт Гамелдон не зовсім ясно.

## Історія клану Гамільтон

### Війна за свободу Шотландії
Скоріш за все клан Гамільтон походить від анло-саксонських або бритських переселенців до Клайдсайду — є кілька земель з назвами Гамельтун, Гамбледоун та ін. Перша згадка про клан Гамільтон належить до 1296 року, коли лицар Волтер Фіц-Гілберт з Гамелдону виступив на підтримку англійського короля Едуарда І, що спробував завоювати Шотландію. Але пізніше клан Гамільтон перейшов на сторону борців за свободу Шотландії і майбутнього короля вільної Шотландії Роберта І Брюса. За це клан потім був нагороджений замком Кадьов (Кадзоу), що став головною резиденцією клану.
Син Волтера — Девід Гамільтон брав участь у битві під Невілл-Кросс під прапором короля Шотландії Девіда II в 1346 році. Король Девід був захоплений в полон англійцями і перебував там, поки Шотландія не заплатила величезний викуп.

### XV—XVI століття
Піднесення клану Гамільтон почалося з одруження у 1474 року лорда Гамільтона з принцесою Марією, дочкою шотландського короля Якова II. Їх син у 1503 році був нагороджений титулом граф (ерл) Арран і отримав значні земельні володіння на острові Арран, у тому числі і замок Бродік. До 1535 року померли всі нащадки перших королів з династії Стюарт по чоловічій лінії, і ерли Арран стали спадкоємцями шотландського престолу. У XVI столітті Гамільтони неодноразово призначалися регентами країни в період неповноліття монархів і фактично були провідним кланом країни. Були неодноразові спроби захопити трон (особливо в часи Джеймса Гамільтона , герцога Шательро, ІІ графа Арран), але ці спроби були марні. Графу Гамільтон не вдалось посадити свого сина на трон Шотландії. Аналогічно марними були спроби отримати корону Англії. У 1599 році Гамільтони отримали титул маркіз.

### XVII століття
У 1643 році Джеймс , III маркіз Гамільтон отримав титул герцог Гамільтон. Потім він був страчений за підтримку короля Карла І під час англійської революції. Титул герцога Гамільтон перейшов до його дочки Енн, що вийшла заміж за Вільяма Дугласа, графа (ерла) Селкерк. Це сталося після загибелі її дядька Вільяма, II герцога, в битві під Вустером у 1651 році. Граф Селкерк став III герцогом Гамільтоном, об'єднавши два великих клани.

### XVIII століття
IV герцог Гамільтон був дуже популярним в Шотландії завдяки своєму активному спротиву об'єднання Шотландії з Англією у 1707 році. У 1712 році він був вбитий на дуелі з лордом Мохуном. У часи руху якобітів Гамільтони лишилися вірними королю Великої Британії і завдяки цьому зберегли свої провідні позиції у державній системі аж до XX століття.

## Гілки роду Гамільтон
- Гамільтони з Альбекорну
- Гамільтони з Далзелла
- Гамільтони з Іннервіку

## Замки клану Гамільтон
- Замок Бродік, острів Арран
- Замок Кадзов, місто Гамільтон, Ланаркшир
- Замок Челсі-палац, Лондон
- Замок Крайгнехан, Південний Ланаркшир
- Замок Голіруд-хаус, Единбург
- Замок Кіннейл-хаус, Бо-несс, Західний Лотіан
- Замок Лохранза, острів Арран
- Замок Башта Червоного Дому (Ред-хаус Тауер), Східний Лотіан
- Замок Кіллілі, графство Даун, Ірландія

## Аристократичні династії клану Гамільтон

### Графи Арран
- Джеймс, 1-й граф Арран (1503—1529), один з правителів Шотландії на час неповноліття короля Якова V.
- Джеймс, 2-й граф Арран и герцог де Шательро (1529—1575), син Джеймса, регент Шотландії в 1543—1554 роках, спадкоємець шотландської корони та один з лідерів протестантської революції 1559—1560 років.
- Джеймс, 3-й граф Арран (1575—1609), син Джеймса, неодноразовий претендент на шлюб з королевою Англії Єлизаветою I та шотландською королевою Марією І Стюарт. Після смерті Джеймса титул графа Арран успадкував його племінник, ІІ маркіз Гамільтон.

### Маркізи Гамільтон
- Джон, 1-й маркіз Гамільтон (1599—1604), молодший брат Джеймса, 3-го графа Арран.
- Джеймс, 2-й маркіз Гамільтон (1604—1625), син Джона.
- Джеймс, 3-й маркіз Гамільтон (1625—1649), син Джеймса, с 1643 ооку — герцог Гамільтон.

### Герцоги Гамільтон

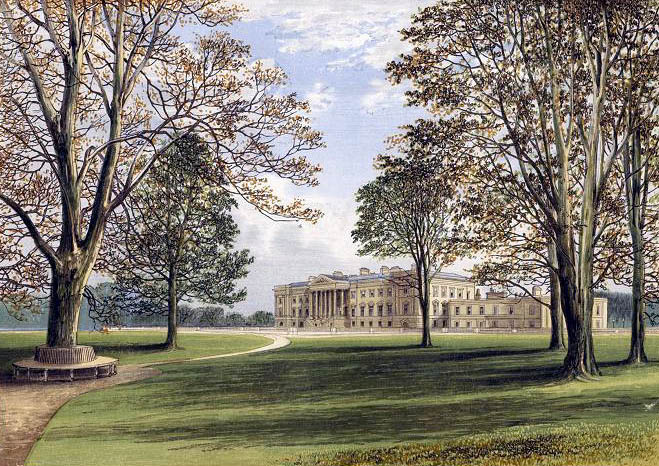
Палац герцогів Гамільтон біля 1880 року.

- Джеймс, 1-й герцог Гамільтон (1643—1649), один з шотландських лідерів під час Англійської революції та ковенантського руху, прихильник короля Карла I, страчений через місяць після страти короля.
- Вільям, 2-й герцог Гамільтон (1649—1651, брат Джеймса, лідер роялістів Шотландії та керівник шотландського вторгнення до Англії в 1651 році.
- Анна, герцогиня Гамільтон (1651—1698), дочка Джеймса, 1-го герцога Гамільтона.
- Джеймс, 4-й герцог Гамільтон (1698—1712), син Анны, герцогині Гамільтон, та Вільяма Дугласа, графа Селкірка, лідер шотландських націоналистів, що виступали проти об'єднання з Англією, з 1711 року — герцог Брендон. Його молодший брат Джордж Гамільтон став одним из перших британських фельдмаршалів.
- Джеймс, 5-й герцог Гамільтон (1712—1743), син Джеймса, 4-го герцога Гамільтона.
- Джеймс, 6-й герцог Гамільтон (1743—1758), син Джеймса, 5-го герцога Гамільтона.
- Джеймс, 7-й герцог Гамільтон (1758—1769), син Джеймса, 6-го герцога Гамільтона, с 1761 року — маркіз Дуглас.
- Дуглас, 8-й герцог Гамільтон (1769—1799), син Джеймса, 6-го герцога Гамільтона.
- Арчібальд, 9-й герцог Гамільтон (1799—1819), син Джеймса, 5-го герцога Гамільтона.
- Олександр, 10-й герцог Гамільтон (1819—1852), син Арчибальда, посол Великої Британії до Росії та прихильник Наполеона Бонапарта.
- Вільям, 11-й герцог Гамільтон (1852—1863), син Олександра, був одружений з двоюрідною сестрою імператора Франції Наполеона III.
- Вільям, 12-й герцог Гамільтон (1863—1895), син Вільяма, 11-го герцога Гамільтона.
- Альфред-Дуглас, 13-й герцог Гамільтон (1895—1940), нащадок Джеймса, 4-го герцога Гамільтона.
- Дуглас, 14-й герцог Гамільтон (1940—1973), син Альфреда-Дугласа, організатор протиповітряної оборони Шотландії, учасник переговорів с Рудольфом Гессом.
- Ангус, 15-й герцог Гамільтон (1973–2010), син Дугласа.
- Олександр, 16-й герцог Гамільтон (с 5 червня 2010 року).

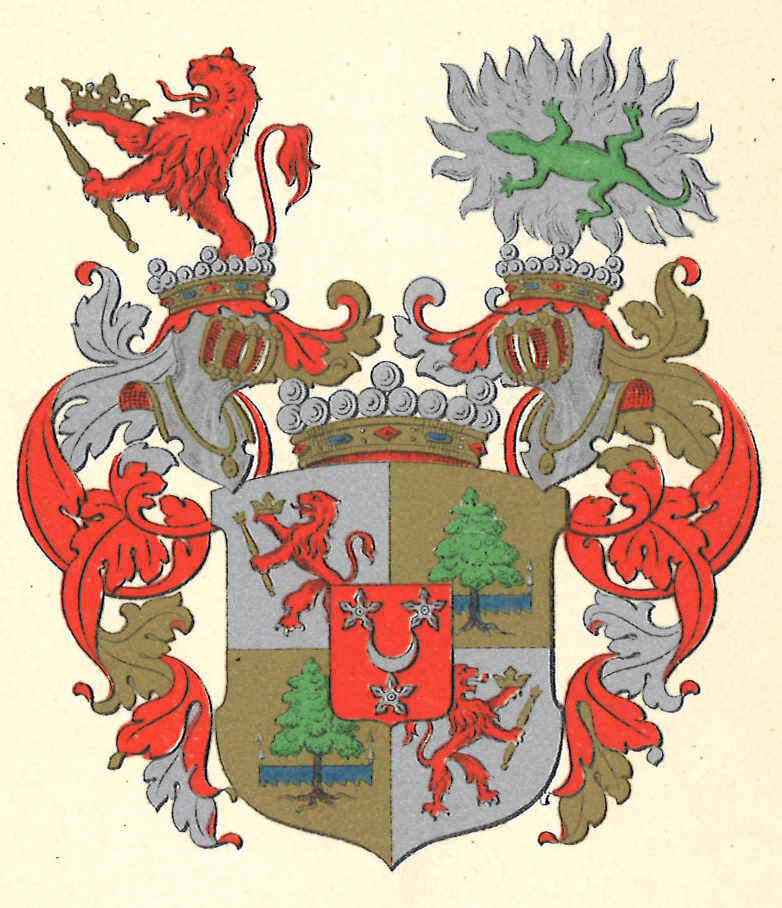
Герб шляхти шведської гілки клану Гамільтон.

## Шведська гілка клану Гамільтон
У XVII столітті до Швеції переселився один із нащадків вождів клану Гамільтон і найнявся на службу до короля Швеції. Його нащадком був полководець Хуго Юхан Гамільтон (1668—1748) — служив в армії короля Карла ХІІ, потрапив в полон до росіян під час Полтавської битви, потім став фельдмаршалом Швеції.

## Російська гілка клану Гамільтон
У Московському царстві, а потім і в Російській імперії в Тульській, Самарській, Московській губерніях володіли землями нетитуловані бояри Хомутови — було відомо три гілки роду Хомутових). Вони згадуються в VI частині родовідної книги. Бояри Хомутови походять від Томаса Гамільтона, що поселився в Московському царстві в 1542 році разом з малолітнім сином Патріком (Пітером) і найнявся до московського царя «на службу по Нову-Городу». Шотландське прізвище Гамільтон було перетворене в «Хомутов». Їх герб внесений в VII частину Загального гербовника шляхетних родів Російської імперії.
Одна жінка з нащадків Томаса Гамільтона, що зберегла своє справжнє прізвище — Євдокія Григорівна Гамільтон стала дружиною боярина Артамона Матвєєва, інша — Євдокія Петрівна Гамільтон — пішла в розкол, третя — Марія Данилівна Гамільтон, зійшла на плаху і втратила голову за наказом Петра І. Відомості про російську гілку клану Гамільтон були власноручно написані Євдокією Гамільтон для свого сина.